# 12160 Karelwakker
12160 Karelwakker (tên chỉ định: 1152 T-2) là một tiểu hành tinh vành đai chính. Nó được phát hiện bởi Cornelis Johannes van Houten, Ingrid van Houten-Groeneveld, và Tom Gehrels ở Đài thiên văn Palomar ở Quận San Diego, California, ngày 29 tháng 9 năm 1973. Nó được đặt theo tên Karel F. Wakker, a professor of astrodynamics ở Delft University of Technology.